# Глухар (село)
 Тази статия е за село Глухар.  За птицата вижте Глухар.  
Глухар е село в Южна България. То се намира в община Кърджали, област Кърджали.

## География
Село Глухар се намира в равнинен район. Намира се на 5 км южно от гр. Кърджали. В селото има детска градина, училище и библиотека.

## История
До втората световна война в селото преобладава българско население. През 1925 година е основано първото българско училище от Надежда Дацова.
Джамията е построена през 2010 година.

## Население
Численост и дял на етническите групи според преброяването на населението през 2011 г.:
|                     | Численост | Дял (в %) |
| Общо                | 922       | 100,00    |
| Българи             | 3         | 0,32      |
| Турци               | 843       | 91,43     |
| Цигани              | 0         | 0,00      |
| Други               | 0         | 0,00      |
| Не се самоопределят | 0         | 0,00      |
| Неотговорили        | 71        | 7,70      |